# Dambura

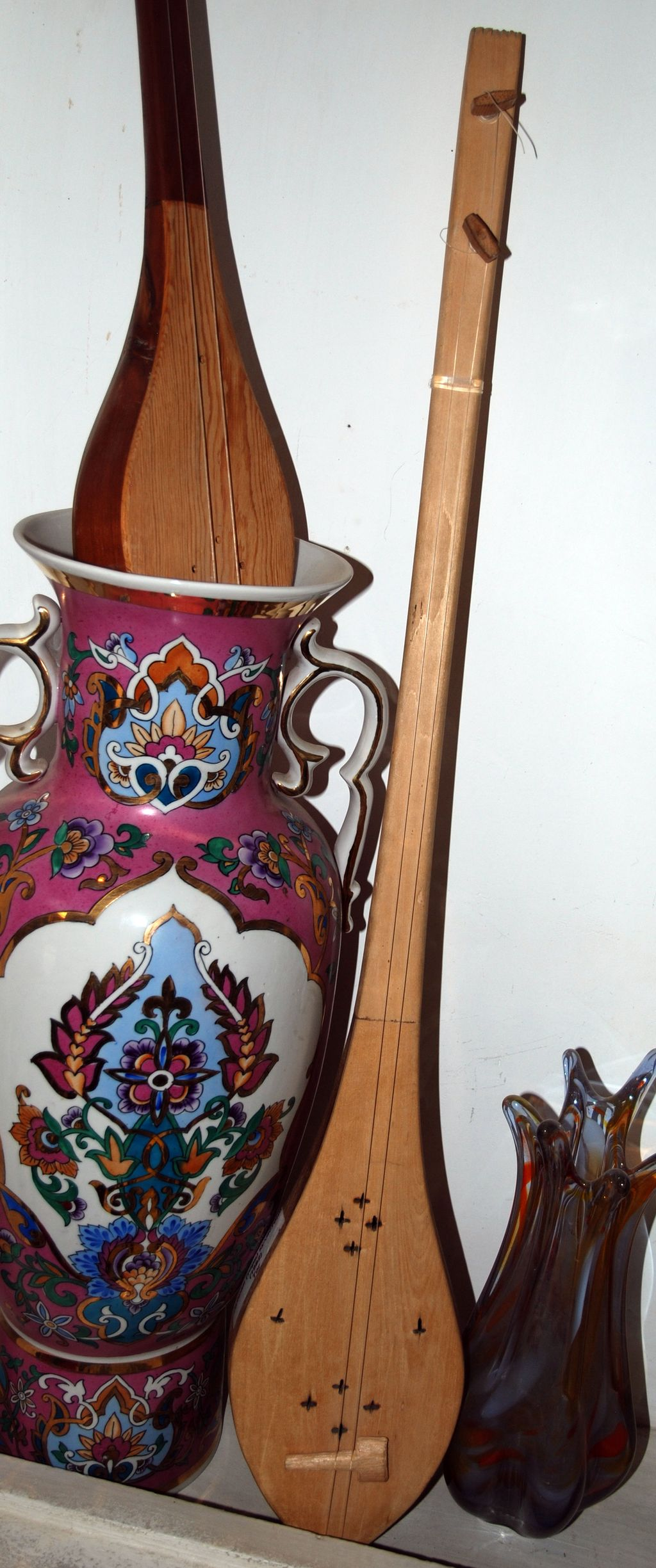
Dambura aus Badachschan. Ziyadullo-Shahidi-Hausmuseum in Duschanbe, Tadschikistan

Dambura, auch danbura, tambura, ist eine bundlose zweisaitige Langhalslaute, die im Norden Afghanistans besonders zur Unterhaltung in Teehäusern solistisch oder in einem kleinen Ensemble zur Gesangsbegleitung von Volksliedern gespielt wird. Häufig begleitet ein Sänger sich selbst auf der dambura. In einem Teehaus-Ensemble tritt der dambura-Spieler typischerweise mit zwei Sängern auf. Beide Saiten werden meist zugleich mit den Fingern ab- und aufwärts geschlagen. Zu der nur auf der oberen Saite gegriffenen Melodie kommt ein Bordunton der leeren unteren Saite.
Die dambura ist mit der in Zentralasien verbreiteten dombra verwandt. Nach der Bauform werden zwei Varianten unterschieden: Die größere turkestanische dambura mit angesetztem Hals ist in Nordafghanistan am weitesten verbreitet und ist das hauptsächliche Zupfinstrument der im Zentrum des Landes lebenden Hazara. Die kleinere badachschanische dambura, bei der Korpus und Hals aus einem Holzstück gefertigt werden, kommt in der gleichnamigen Provinz im Nordosten vor.

## Herkunft und Verbreitung

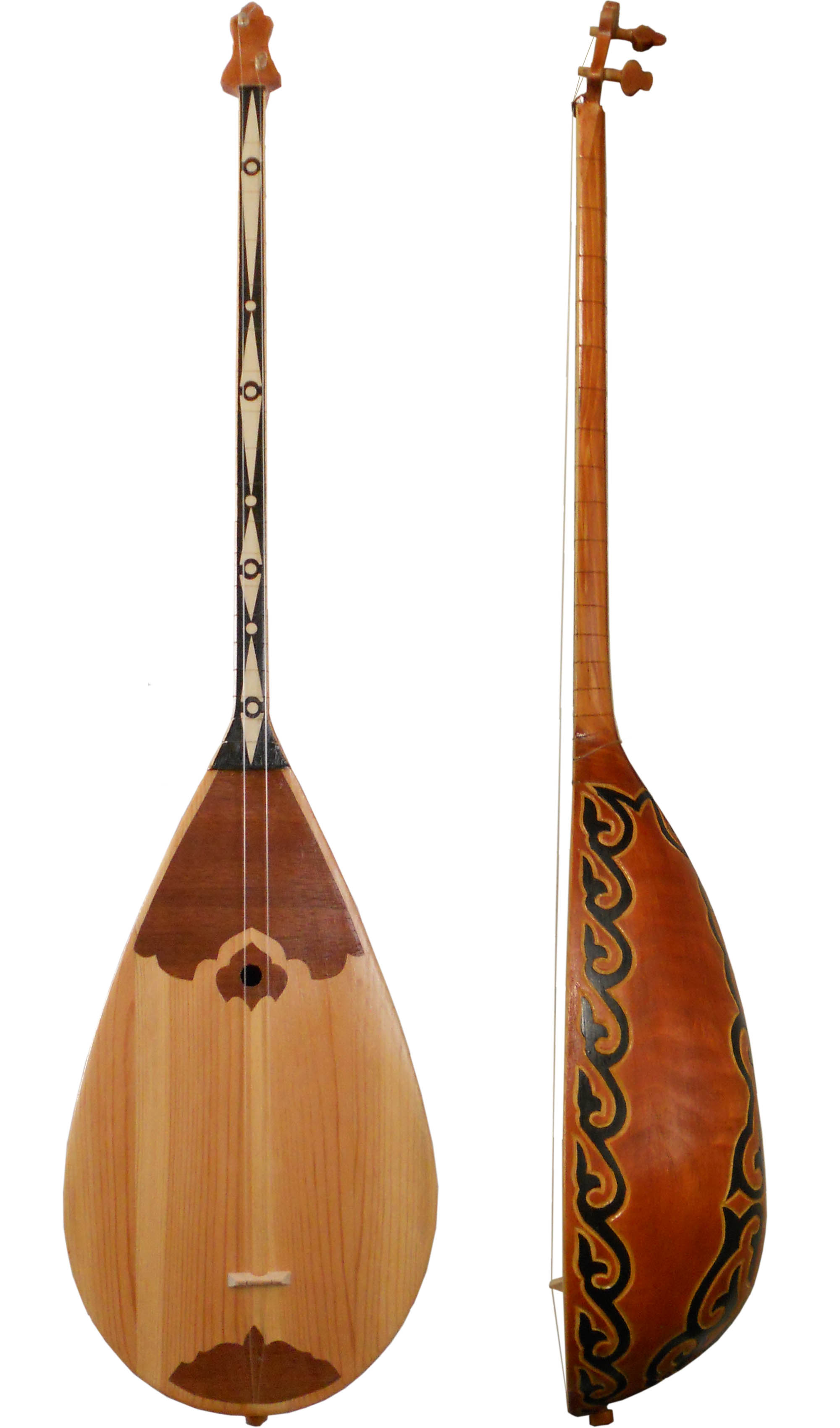
Kasachische dombra. Der Korpus ist im unteren Bereich breiter und die Position der Wirbel ist eine andere als bei der dambura.

Zweisaitige Langhalslauten kommen mit unterschiedlichen Namen und Variationen zahlreich in Zentralasien vor, wo sie sich in vorislamischer Zeit entlang der Seidenstraße zwischen der Türkei und China und über das iranische Hochland verbreitet haben. Im 9. Jahrhundert zählt der chinesische Autor Tuan An-tsi eine Reihe von aus Zentralasien eingeführten Musikinstrumenten auf, darunter Lauten mit kurzem Hals (pipa) und mit langem Hals. Diese „fremden“ Instrumente (hu) waren besonders während der Tang-Dynastie (618–907) bei chinesischen Herrschern beliebt. Tuan An-tsi bezieht sich auf eine Quelle des 2./3. Jahrhunderts, also gegen Ende der Han-Dynastie, wonach die pipa von fremden Völkern aus Zentralasien gebracht worden sei. In Zentralasien waren der pipa ähnliche, birnenförmige Kurzhalslauten vom Typ des barbat bekannt. In den buddhistischen Höhlentempeln und Klöstern Ostturkestans (heute Xinjiang) des 1. Jahrtausends n. Chr. sind etwa dieselben Langhalslauten, Kurzhalslauten, Winkelharfen (tschang) und andere Musikinstrumente abgebildet, wie in ihrer mutmaßlichen zentralasiatischen Herkunftsregion. Auch wenn der Ursprung einzelner Lauteninstrumente häufig nicht eindeutig feststeht, so zeigen die ähnlichen Formen einen kulturellen Austausch über ein weites Gebiet in Asien.

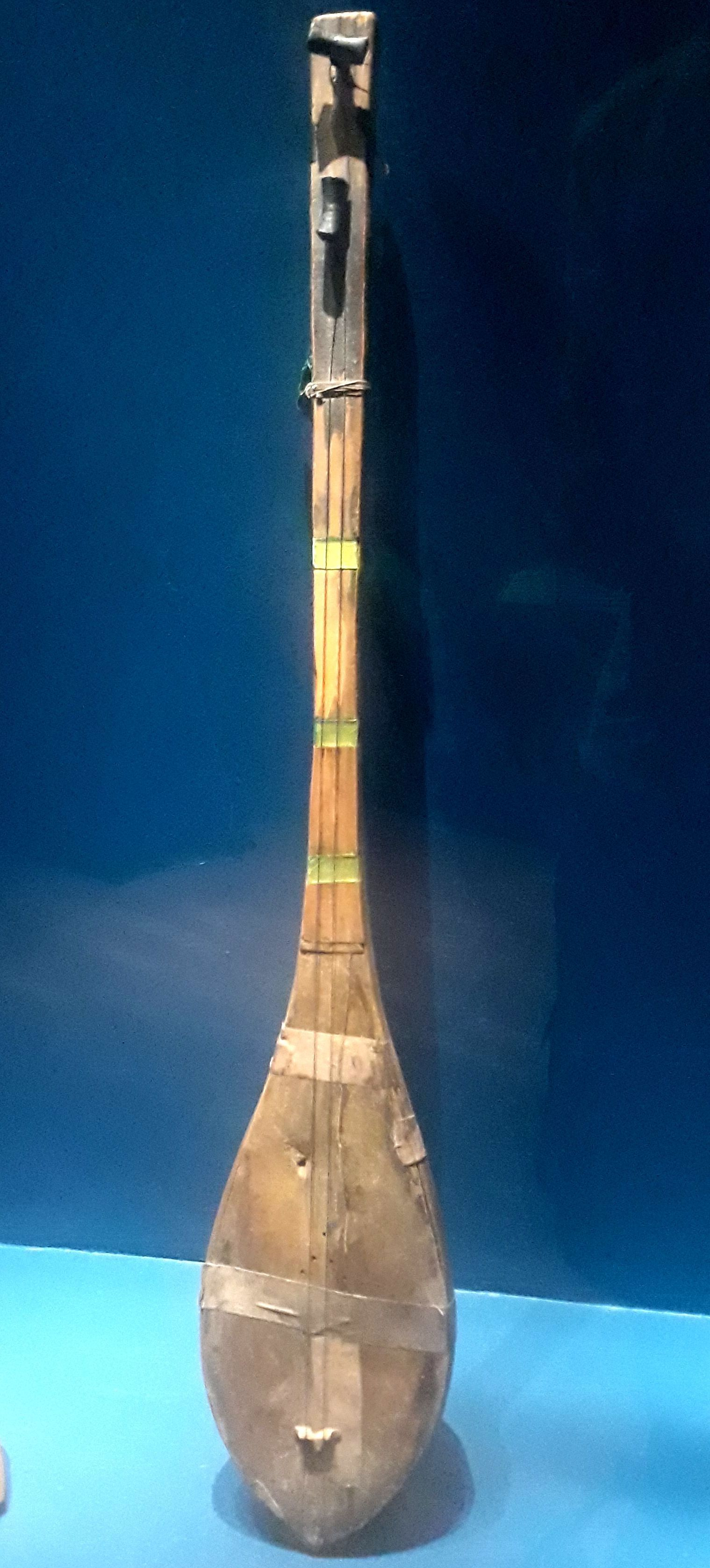
Dambura aus Badachschan. Korpus und Hals aus Steineiche, Decke aus Pappel, Reparaturen mit Plastikklebestreifen. Lindenmuseum, Stuttgart, Mitte 20. Jahrhundert

Im persischen Qabus-nama aus dem 11. Jahrhundert wird das Saiteninstrument do rud („zwei Darmsaiten“) erwähnt; der Name dotār/dutār (persisch „zwei Saiten“) taucht um 1500 erstmals in einer Abhandlung über Musik aus Samarqand auf. Die älteren Langhalslauten besitzen zwei oder drei Saiten und werden mit mehreren Fingern angerissen. Später kamen Langhalslauten mit mehr als drei Saiten und die Spielweise mit einem Plektrum hinzu. Weithin bekannte turkisch-iranische Langhalslauten mit Bünden heißen in der Türkei saz, in Kasachstan dombra und in Afghanistan dutār. Die kirgisische komuz hat keine Bünde. Die alte dotār oder tunbūr mit zwei Saiten scheint bald aus der höfischen Musik Persiens und Zentralasiens gewichen zu sein, denn auf persischen Miniaturen taucht sie selten auf. Die heutigen Varianten der dombra/dambura in einfacher Bauweise wurden in der Musikkultur der Nomaden und Viehzüchter überliefert und gehören zur ländlichen Musik der Usbeken und Tadschiken. Nach der Spielweise bilden die bundlosen Langhalslauten der historischen Region Chorasan und darüber hinaus bis zur kurdischen tembûr (mit früher zwei Darmsaiten, heute drei Stahlsaiten) eine Gruppe.
Neben den beiden dambura gibt es in Afghanistan weitere Langhalslauten. Dutār bezeichnet mehrere unterschiedliche Langhalslauten mit Bünden: die Herati dutār besaß ursprünglich zwei Saiten, Mitte des 20. Jahrhunderts wurde eine dutār mit drei Saiten entwickelt und um 1965 kam eine dutār mit 14 Saiten hinzu. Die zweisaitige usbekische dutār ist in Usbekistan beliebt und kommt sehr selten in Nordafghanistan vor, ebenso die von Turkmenen gespielte turkmenische dutār. Die mit einem Plektrum gespielte tanbūr ist wie die rubāb ein ureigenes afghanisches Saiteninstrument und in unterschiedlichen Größen in Kabul und im Norden weit verbreitet. Die tanbūr-Varianten unterscheiden sich auch nach der Zahl der Resonanzsaiten und Bünde. Die Wirbel der tanbūr sind gemischt vorderständig für die Melodie- und seitenständig für die Resonanzsaiten. Der wesentliche Unterschied zwischen tanbūr und dambura in Afghanistan liegt nicht in der Form und Spielweise, sondern in der Verwendung der tanbūr, die sich weitgehend auf die populäre städtische (Kunst-)Musik beschränkt. Die dambura gehört dagegen zur Volksmusik der unteren Schichten.
Die turkestanische dambura ist das häufigste Lauteninstrument in Nordafghanistan und bei den Hazara in Zentralafghanistan (im Gebiet Hazaradschat). Sie wird vor allem von Usbeken, Tadschiken und kleineren Volksgruppen wie den Aimaq gespielt, auch von manchen Turkmenen. Afghanisch-Turkestan ist der trockene steppenartige Landstrich im Nordwesten des Landes mit den Provinzen Faryab, Dschuzdschan, Balch und Samangan. Im Osten kommt die dambura bis in die hauptsächlich von Paschtunen bewohnte Provinz Laghman vor. Nördlich von Afghanistan wird sie von der usbekischen dombra abgelöst. Im Südwesten ist die dambura bis in die Provinz Badghis verbreitet, wo sie an das Gebiet der Herati dutār grenzt. Im Nordosten gehen die Verbreitungsgebiete der turkestanischen und der badachschanischen dambura ineinander über. Letztere kommt nur in den Gebirgsregionen im Nordosten des Landes vor. Der Wachankorridor im äußersten Nordosten ist ein schmaler, zu Afghanistan gehörender Landstreifen, der seit den 1890er Jahren die russische Einflusssphäre im Norden (heute Berg-Badachschan in Tadschikistan) vom Kolonialbesitz Britisch-Indiens (heute Pakistan) trennt. Zuvor hing die gesamte Region Badachschan kulturell zusammen, weshalb die auf tadschikischer Seite im Hochgebirge gespielte dumbrak mit der dambura weitgehend übereinstimmt.
Die dambura ist ferner mit der fünfsaitigen chitrali sitar verwandt, die in der östlich angrenzenden pakistanischen Provinz Khyber Pakhtunkhwa gespielt wird und außer dem Namen nichts mit der indischen sitar gemeinsam hat. Die Bauform aus Maulbeerbaumholz ist ähnlich wie bei der dambura. Beide Langhalslauten klingen relativ leise und werden zur Gesangsbegleitung verwendet. Die zwei- bis viersaitige, meist bundlose damburag in der pakistanischen Provinz Belutschistan entspricht mit ihren großen vorderständigen Wirbeln im Wesentlichen der dambura. Die damburaq begleitet die suroz, die in Belutschistan gebräuchliche Bezeichnung für die Streichlaute sarinda, oder die endgeblasene Doppelflöte donali.
Die Hazara pflegen eine vorwiegend vokale Musik mit der dambura als ihrem wichtigsten Begleitinstrument. Eine Legende, die ein hazarischer Dichter erzählt, erklärt den Ursprung des Namens dambura und lässt das Musikinstrument als eigene Entwicklung der Hazara erscheinen. Demnach hieß die dambura ursprünglich – vor rund 2900 Jahren – gawsar („Stierkopf“) nach der Form des Korpus. Als das Musikinstrument später populär wurde, erhielt es den Namen ghamkam („Befreier von Sorgen“), weil es die Stimmung aufzuhellen vermochte. Einmal lebten ein Junge und ein Mädchen, die ineinander verliebt waren, aber sich nicht sehen durften. An einem Tag im kalten Winter spielte der Junge im Haus vor ein paar Männern ghamkam. Das Mädchen war verrückt nach dem Jungen und kletterte auf das Dach, um durch ein Loch im Dach der Musik zu lauschen. Sie blieb dort so lange, bis sie schließlich erfroren war. Nach einiger Suche fand man sie tot auf dem Dach und nannte das Musikinstrument dambormona, was „das Leben nehmen“ bedeutet.

## Etymologie
Die viersaitige Langhalslaute setār, die hauptsächlich in der persischen und tadschikischen Musik vorkommt, hat wie mehrere afghanische Musikinstrumente ihren Namen aus dem Persischen. Der Name der bekanntesten, in der afghanischen Musik gespielten Laute rubāb ist von der arabischen Konsonantenwurzel r-b-b abgeleitet und mit rabāb, der Gruppe der orientalischen Spießgeigen verwandt. Auch dambura geht auf das Arabische zurück und hängt mit tunbūr (Plural tanābīr) zusammen, dem frühislamischen arabischen Standardnamen für eine Halslaute. Unter dem Namen tanbūr war bereits in sassanidischer Zeit eine Laute in Gebrauch. Der arabische Philosoph al-Masʿūdī (um 895–957) hielt das Musikinstrument tunbūr für eine Erfindung der sündigen Leute von Lot aus der biblischen Erzählung von Sodom und Gomorra, woraus sich die Volksetymologie von tann, „musikalischer Klang“ und būr, „jemand, der dem Verderben geweiht ist“, ergab. Nach der eher akzeptierten Etymologie setzt sich tunbūr aus dum oder dunba, „Schwanz“, und bara, „Lamm“, zusammen. Die spätmittelalterlichen arabischen Autoren unterschieden durch Suffixe die Lauten nach ihrer Herkunft oder Beschaffenheit, so gab es nach al-Farabi (um 872–950) eine tunbūr baghdādī und eine  tunbūr chorāsānī.
Zum Wortumfeld von arabisch/persisch tunbūr gehören unter anderem die orientalische Langhalslaute tanbur, die tanburag der Belutschen, die tanburo im Sindh, die tandura in Rajasthan und die klassisch-indische tanpura. Aus dem arabisch-persischen ṭanbūr abgeleitete Wortbildungen konnten auch Trommeln bezeichnen, was sich im französischen tambour, italienischen tamburo und im deutschen Tamburin für Rahmentrommel erhalten hat. Über das osmanische tambur(a) gelangte der Instrumentennamen in zahlreichen Abwandlungen auf den Balkan (wie tambura in Mazedonien) und direkt über das persische Wort nach Norden in mehrere Sprachen Zentralasiens. Auf Krim-tatarisch heißt der Lautentyp ebenfalls dambura, auf Kasan-Tatarisch dumbra, auf Mongolisch dombura, auf Kalmückisch dombr, auf Kirgisisch dombra und auf Tadschikisch dombrak. Die russische domra ist eine viersaitige Laute mit rundem Korpus. Aus einer älteren dreisaitigen Variante namens dombra entwickelte sich im 18. Jahrhundert die russische dreieckige balalaika.
Das Sanskritwort damaru (Hindi ḍamrū) bezeichnet eine kleine Rasseltrommel, die nach ihrer Form zu den Sanduhrtrommeln gehört. Es gab den Versuch, auch damaru zusammen mit tamburā, Marathi für eine Art vina, auf das persische ṭanbūr/tunbūr zurückzuführen. Da sich Übernahmen aus dem Persischen praktisch nur in mittelindischen Sprachen finden und der damaru seit altindischer Zeit als Götterattribut auftaucht, erscheint diese Herkunft als unwahrscheinlich. Eher bezeichnete umgekehrt das persische Wort ursprünglich eine Trommel und erfuhr eine spätere Bedeutungserweiterung auf Saiteninstrumente.

## Bauform

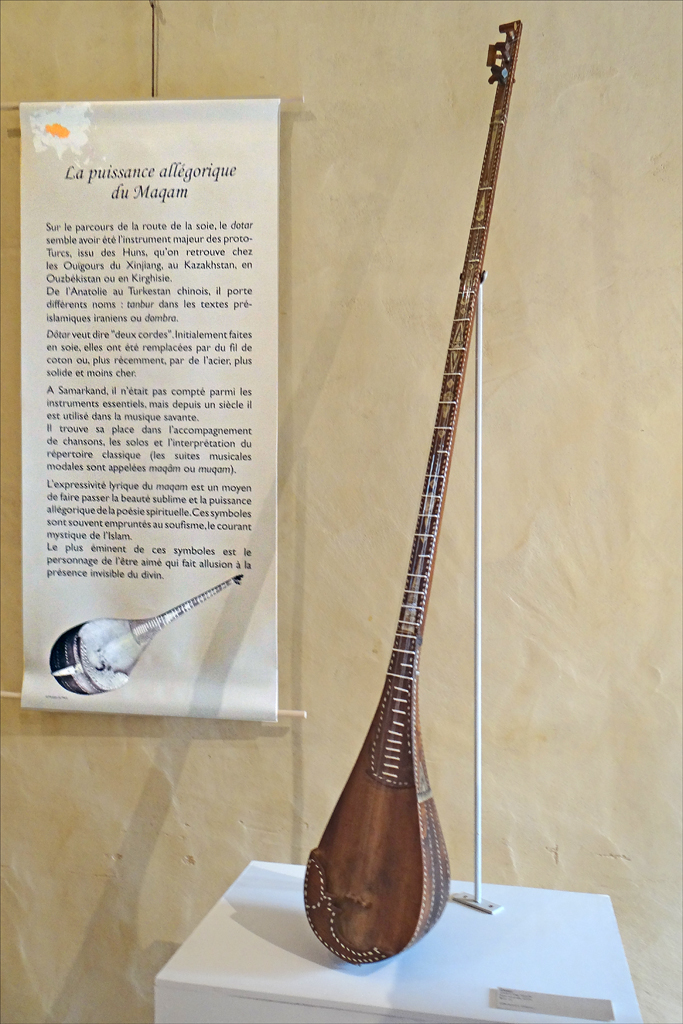
Dotār aus Usbekistan mit Bünden und Beininkrustationen. Ausstellung beim jährlichen Musikfestival Les Orientales in Saint-Florent-le-Vieil, Frankreich, 2013.

Die iranisch-afghanischen bundlosen Langhalslauten sind durchschnittlich 105 Zentimeter lang und besitzen 80 Zentimeter lange Saiten. Jüngere Versionen sind länger als ältere, der Einbau von Bünden ist ebenfalls ein Entwicklungsschritt.

### Turkestanische Dambura
Die am weitesten verbreitete turkestanische dambura besteht aus drei Teilen: einem aus einem Holzstück geschnitzten birnenförmigen Korpus (persisch poscht, usbekisch kasi), einem angesetzten schmalen langen Hals (persisch und usbekisch dasta, „Stiel“) und einer aufgeleimten flachen Holzdecke (persisch kāse, usbekisch kasnak). Die schlanke und am unteren Ende spitz zulaufende Form des Korpus heißt sepāra. Für die drei Teile wird üblicherweise Maulbeerbaumholz verwendet, in seltenen Fällen besteht der Hals aus Aprikosen-, Pinien oder Walnussholz. Maulbeerbäume sind in Nordafghanistan weit verbreitet und werden für ihre essbaren Früchte und große Bäume als Schattenspender geschätzt. Die Blätter werden an Seidenraupen verfüttert. Maulbeerbaumholz ist in Zentralasien für Saiteninstrumente allgemein das überwiegend verwendete Material und war dies gemäß einer Quelle aus dem 17. Jahrhundert bereits in früherer Zeit. Die Form des Korpus wird ausschließlich mit Hilfe eines Dechsels (Querbeil, kajkord) innen ausgeschält und außen gerundet. Die weitere Bearbeitung des Korpus außen erfolgt mit einer Raspel, wobei kein Wert auf eine besonders feine Oberfläche gelegt wird. Die Wandstärke beträgt in der Mitte des Korpus rund 1,6 Zentimeter. Das Holz ist bei der Verarbeitung häufig noch nicht durchgetrocknet und auf natürliche Störungen im Holz (Verwachsungen, Wurmlöcher) nimmt man kaum Rücksicht. Zunächst werden Korpus und Hals miteinander verleimt, danach Korpus und Decke.
Zwei vorderständige Wirbel (persisch guschak, „kleines Ohr“, usbekisch kulaq) die wie eine Schlüsselschraube geformt sind, stecken in mittigen Bohrungen im Hals. Sie sind etwa 9 und 18 Zentimeter vom oberen, rechtwinklig abgesägten Ende entfernt. Anstelle der früher üblichen Darmsaiten werden heute Saiten aus Nylon verwendet. Saiten aus Seide wie bei der dutār besaß die dambura vermutlich nie. Die beiden Saiten bestehen aus einem Nylonstrang, der von einem der Wirbel über einen flachen, auf der Holzdecke aufgestellten Steg (persisch charak, usbekisch eischak, beides bedeutet „kleiner Esel“) bis zu einem Knopf am unteren Rand des Korpus und zurück zum anderen Wirbel führt. Die tiefere Saite heißt bam, die höhere zil. Ihr Tonabstand beträgt eine Quarte, selten eine Terz. An der Unterseite des Korpus befindet sich in der Mitte ein Schallloch mit einem Durchmesser von 0,6 Zentimetern.
Die Gesamtlänge der dambura beträgt zwischen 100 und 110 Zentimeter, davon entfallen etwa 65 bis 70 Zentimeter auf den Hals. Der Korpus misst 21 bis 26 Zentimeter in der Breite und 13 bis 19 Zentimeter in der Tiefe. In den 1970er Jahren gaben die Hersteller an, dass die dambura früher kleiner gewesen seien und höher (zil) geklungen hätten. Manche dambura sind am Hals oder an der Unterseite des Korpus mit kleinen Inkrustationen aus Rinderknochen verziert, die häufig aus drei Kreisen in einem dreieckigen Muster bestehen. Die Beininkrustation kann mit einer hellroten Farbe übermalt sein. Auch das große Schallloch an der Unterseite ist in manchen Fällen auf diese Weise verziert. Kleine Bohrungen (meist vier zusammen in einer Rautenform) symmetrisch auf beiden Seiten der Decke sind dekorativ. Die Decke ist zu dünn, um mit Inkrustationen verziert zu werden.
Damburas werden in kleinen Familienwerkstätten hergestellt. Das Handwerk vererbt der Vater an einen seiner Söhne. Ein dambura-Hersteller kalkulierte in den 1970er Jahren fünf Tage für die Anfertigung eines Instruments, die auf Bestellung von professionellen Musikern und Amateuren erfolgte, ferner für den Verkauf in einem Ladengeschäft in der Stadt Samangan, dem Zentrum der afghanischen dambura-Produktion.

### Badachschanische Dambura
Der Hauptunterschied zwischen beiden dambura ist, dass bei der badachschanischen Laute Korpus und Hals aus einem Holzstück gefertigt und nur die Decke aufgeklebt wird. Nur im nordöstlichen Shughan-Distrikt wurden als Ausnahme in den 1970er Jahren einige dambura aus drei Teilen gefertigt. Bei manchen badachschanischen Instrumenten ist der Korpus mit einem groben Riffelmuster überzogen, was bei den turkestanischen dambura nicht vorkommt. Die badachschanische dambura ist deutlich kleiner und die Größenunterschiede zwischen einzelnen Exemplaren sind beträchtlich. Die Gesamtlänge beträgt zwischen 68 und 78 Zentimeter, davon entfallen bei fünf gemessenen Exemplaren 39 bis 49 Zentimeter auf den Hals. Der Korpus ist zwischen 12 und 20 Zentimeter breit sowie zwischen 8 und 17 Zentimeter tief. Die Unterseite des Korpus ist nicht halbrund, sondern bildet in der Mitte eine kielförmige Kante. Insgesamt sind die Lauten in Badachschan sorgfältiger angefertigt, die Holzoberfläche ist glatter und die Korpuswand ist wesentlich dünner. Die Gruppe von drei bis fünf kleinen Zierlöchern in der Decke sind mittig unter den Saiten wenig oberhalb des Stegs angeordnet. In Badachschan gibt es kein Zentrum für die Herstellung der dambura. Dies liegt zum Teil an den schlechten Verkehrsverbindungen im Gebirge, denn viele Strecken sind nur in mehreren Tagen mit Pferden zu bewältigen.
Die Beschreibung der Bauteile passt im Wesentlichen auch auf die tadschikische dumbrak, wobei es in den 1970er Jahren in Berg-Badachschan noch viele dumbrak mit Darmsaiten gab. Manche Bezeichnungen unterscheiden sich. Der Hals der badachschanischen dambura, genannt dasta, heißt biābun bei der dumbrak. Die Saite, tar, heißt in Berg-Badachschan parda. Ansonsten stimmen die Bezeichnungen überein, etwa bam/zil für die tiefe/hohe Saite.

## Spielweise
Mit bundlosen Langhalslauten lassen sich leicht Mikrointervalle und Glissandi erzeugen. Die Melodie wird in Nordafghanistan und in der Musik der Hazara üblicherweise nur auf der höheren Saite gespielt. Die tiefere Saite produziert den tiefsten Ton der Melodie und, wenn sie regelmäßig angeschlagen wird, einen Bordunton. Bei den Hazara ertönt stets derselbe tiefe Grundton, während dieser in der Musik der Usbeken und Tadschiken wechseln kann. Häufig beginnt die Melodie auf der unteren Saite, um bald in die höheren Lagen der oberen Saite zu wechseln. Die leere obere Saite wird in vielen Melodien zum Grundton. Der regelmäßige Rückgriff auf die untere leere Saite zeigt, dass dann beide leere Saiten als Stabilitätsanker für die Melodie fungieren.
Rhythmusmuster werden oft durch Anschlagen beider leerer Saiten erzeugt. Die Saitenstimmung auf die Quarte oder Terz passen die Hazara dem jeweiligen Lied an. Bei einem betonten Abschlag (downstroke) reißen die Hazara die Saiten mit den Nägeln aller vier Finger an, die unbetonten Noten dazwischen nur mit dem Zeigefinger. In Badachschan werden zwei bis drei Finger für den Abschlag verwendet, in der Region Turkestan ist es nur der Zeigefinger, der die Saiten anreißt. Mit Ausnahme der Haraza schlagen die Spieler gelegentlich mit dem Mittelfinger oder Daumen rhythmisch auf die Decke. Häufig ist ein schneller Ab- und Aufschlag (upstroke) auf derselben Note. Die Rhythmen sind meist im 2/4, 3/4, 4/4, 5/8, 7/8 Takt. Ein 7/8 Takt ist meist in 2+2+3 Zählzeiten aufgeteilt. Solche asymmetrische Rhythmen kommen häufig vor, wenn Lieder aus der tadschikischen Musik übernommen wurden.
Die Spielhaltung ist bei den afghanischen Langhalslauten unterschiedlich. Der mit gekreuzten Beinen am Boden sitzende Musiker hält die tanbūr ungefähr senkrecht nach oben, die dotār fast waagrecht und die dambura in einer schrägen mittleren Position.
Die dambura ist das hauptsächliche Saiteninstrument der männlichen Musiker bei den Usbeken im Norden. Frauen spielen hier keine Saiteninstrumente, sondern begleiten ihren Gesang typischerweise mit der Rahmentrommel doira und der Maultrommel tschang. Blasinstrumente wie die Kegeloboe surnā, die Turkmenenlängsflöte tüidük oder die Querflöte tula gehören zu eigenen musikalischen Gattungen und kommen nicht zusammen mit Saiteninstrumenten vor.
In Nordafghanistan war die in Teehäusern (samowad) gespielte Musik die bekannteste Form der öffentlichen Musikkultur. Dort gehörte sie traditionell zum Unterhaltungsprogramm in den Städten, besonders an den ein oder zwei Markttagen in der Woche. In der Region der Hazara fehlen Teehäuser. In Badachschan bildeten weniger Teehäuser, sondern private und öffentliche Veranstaltungen das Zentrum der Livemusikszene. Zur Musik der Teehaus-Ensembles gehören neben der dambura die zweisaitige Streichlaute ghichak, die Bechertrommel zirbaghali, ein Paar Fingerzimbeln (persisch zang oder tal, usbekisch tüsak) und eine Schnur mit Glöckchen (zang-i kaftar, „Tauben-Glocke“), die sich der dambura-Spieler (damburatschi) um das rechte Handgelenk gebunden hat. Die beiden kleinen Idiophone sind nur im Norden bekannt. Dambura und ghichak sind die stilprägenden Instrumente in der Teehaus-Musik. In Faizabad, der Hauptstadt Badachschans gab es in den 1970er Jahren Teehäuser, in denen eine dambura an der Wand hing, damit sie ein Gast spielen konnte.
Die professionellen Musiker besitzen einen sehr geringen sozialen Status. Zum typischen kleinen Ensemble in einem usbekischen Teehaus gehören ein dambura-Spieler und zwei Sänger, die sich mit gekreuzten Beinen zu beiden Seiten des Instrumentalisten gegenübersitzen. Die Sänger halten mit den Zimbeln den Takt und singen häufig an das Publikum gerichtete Spottverse. Die Verse bestehen, wie in der gesamten Region einschließlich der tadschikischen Liedgattung falak, aus dem Reimschema [aaba]. In Badachschan können falak auch rein instrumental mit einer geringen melodischen Variationsbreite vorgetragen werden. Gesungene falak werden in Badachschan von einer dambura, einer Spießgeige ghichak oder von einer Blockflöte tula begleitet.
Ein turkmenischer dambura-Spieler in den 1970er Jahren, der wegen seiner Fähigkeit, Tierstimmen nachzuahmen, Aq Pischak („Weißer Kater“) genannt wurde, trat als komischer Unterhalter (maskharabaz, „Narrenspieler“) in Teehäusern und bei Familienfeiern auf. Er scharte mehrere Musiker und stets zwei usbekische Sänger um sich. An Markttagen spielte das Ensemble in Teehäusern jedes Mal beinahe dasselbe Repertoire populärer Lieder von 10 Uhr bis um 15 Uhr. Zum Programm gehörten hauptsächlich usbekische Tanzlieder, deren Verse aus improvisierten Vierzeilern bestanden, ferner sonstige Melodien, die persisch- und usbekischsprechende Wandermusiker hertrugen, und Lieder, die er Radio Kabul und indischen Filmen ablauschte. Seine Einkünfte als Unterhalter bei den im Winter stattfindenden Familienfeiern, häufig Beschneidungsfeiern, waren höher als in den Teehäusern. Eine seltene Form von Teehaus-Unterhaltung bildete in den 1970er Jahren den Lebensunterhalt eines dambura-Spielers, der buz bazi („Ziegenspiel“) aufführte, indem er mit einer Schnur an seiner rechten Hand eine vor ihm aufgestellte Marionette in Gestalt einer Ziege zum Tanzen brachte.
Musik ist eine Form von Freizeitunterhaltung, schauq. Im Zusammenhang mit Musik bezieht sich schauq auf eine Gruppe von Amateurmusikern (schauqi), die vor einer kleinen Gruppe von Freunden auftreten. Mehmāni ist eine Einladung zum Abendessen in ein Privathaus, bei der anschließend Musik geboten wird. Beim schau nischini („Nacht-Zusammentreffen“) werden Gäste abends nach dem Essen in ein Haus eingeladen, wo sie Tee trinken, sich unterhalten und einige Gäste vielleicht Musik machen. Zu solchen Privatveranstaltungen gehörten und gehören noch mancherorts vor allem bei den Usbeken in Nordafghanistan Auftritte von Tanzknaben in Frauenkleidern. Die bacha bazi („Knabenspiel“) genannte Aufführung wird dabei von einem Ensemble mit Gesang, dambura und der Rahmentrommel doira begleitet. Der dambura-Spieler leitet mit Variationen der sich wiederholenden melodischenden Motive und mit seinem Tempo die Bewegungen des Tänzers. Paschtunen veranstalteten früher Knabentänze vor größerem Publikum an öffentlichen Plätzen. Manchmal treten statt der Amateure professionelle Musiker (sazandeh) auf. Die Unterscheidung in Amateure und professionelle Musiker wird für alle Bereiche der Musik getroffen.